# لالین
لالین (به اسپانیایی: Lalín) یک شهرستان در اسپانیا است که در استان پنتبدرا واقع شده‌است.

## خصوصیات
لالین ۳۲۶٫۸۳ کیلومترمربع مساحت و ۲۱٬۱۳۰ نفر جمعیت دارد.